# 579
579 (DLXXIX) je bilo navadno leto, ki se je po julijanskem koledarju začelo na nedeljo.

## Dogodki
- 1. januar

## Rojstva
- Fang Šuanling, kitajski državnik, pisec Knjige Džina († 648)

## Smrti
- 30. julij - Benedikt I., papež